# Psy i koty (album)
Psy i koty – trzeci album zespołu Blade Loki, wydany w roku 2002 przez wytwórnię Manufaktura Legenda. Płyta w 2007 roku doczekała się reedycji nakładem wydawnictwa Lou & Rocked Boys.

## Lista utworów
Źródło:.
1. „Intro” – 0:18
2. „Psy i Koty” – 3:01
3. „Możesz zostać” – 3:25
4. „Tajemnicza pani” – 3:09
5. „Ich libe dich” – 3:16
6. „Maszyna” – 4:33
7. „Nie ważna jest cena - positiv” – 3:56
8. „Znajdę się” – 3:07
9. „S szarości” – 3:27
10. „Na zachodzie bez zmian” – 3:00
11. „Muzyka miasta” – 2:24
12. „Znikam” – 3:06
13. „Nie ważna jest cena - negativ” – 3:20
14. „Korowód” (cover Marka Grechuty) – 3:10
15. „Outro” – 0:20

## Muzycy
Źródło:.
- Agata Polic – śpiew
- Andrzej Dudzic – gitara basowa, śpiew
- Michał „Twurca” Tomczyk – gitara, śpiew
- Marek Sieroszewski – perkusja, śpiew
- Mateusz Wysłucha – puzon
- Piotr Selwesiuk – trąbka
- Andrzej Markowski – instrumenty klawiszowe
- Arkadiusz Rejda – akordeon, instrumenty klawiszowe